# Cyttopsis cypho
Cyttopsis cypho is een straalvinnige vissensoort uit de familie van de parazenen (Parazenidae). De wetenschappelijke naam van de soort is voor het eerst geldig gepubliceerd in 1934 door Fowler.